# Seznam francoskih jadralcev
Seznam francoskih jadralcev.

## J
- Philippe Jeantot
- Francis Joyon

## M
- Bernard Moitessier

## P
- Bruno Peyron

## T
- Éric Tabarly